# Jim Kemmy
James Joseph Oliver „Jim“ Mary Kemmy (* 14. September 1936 in Limerick, Irland; † 25. September 1997 ebenda) war ein irischer Politiker der Irish Labour Party und Gründer der Democratic Socialist Party. Er saß von 1981 bis 1982 und von 1987 bis 1997 als Abgeordneter im Dáil Éireann.

## Leben
Kemmy wurde als ältestes Kind der Eheleute Michael und Elizabeth Kemmy (geborene Pilkington) geboren. Als sein Vater an der Tuberkulose starb, verließ Kemmy die Schule und machte eine Maurerausbildung.
Als er 1963 der Labour Party beitrat, arbeitete er als Gewerkschaftssekretär. Er überwarf sich mit dem Labour-Abgeordneten Stephen Coughlan und trat 1972 aus der Partei aus. 1974 wurde er in den Limerick City Council gewählt und bat darum, nicht die Roben der Ratsmitglieder tragen zu müssen.

“While some councillors act like clowns, there is no need to dress like them.”

„Es mögen sich einige Ratsmitglieder wie Clowns verhalten, daraus folgt aber keine Notwendigkeit, sich wie solche zu kleiden.“

1975, als es in Irland noch verboten war, Kondome zu verkaufen, gründete er die Limerick Family Planning Clinic. Dagegen protestierte die katholische Kirche vehement.
Bei den Wahlen zum Dáil Éireann 1977 war er als unabhängiger Kandidat im Wahlkreis Limerick East noch erfolglos gewesen. 1981 konnte er dann in den Dáil Éireann einziehen und auch bei der nachfolgenden Wahl im Februar 1982 den Sitz verteidigen. 1982 gründete er die Democratic Socialist Party. Dann gelang es ihm jedoch nicht mehr, im November 1982. Erfolgreich war er erst wieder mit den Wahlen 1987 und 1989. 1990 verschmolz die Democratic Socialist Party mit der Labour Party und Kemmy trat fortan als Mitglied der Labour Party. 1991 war er der stellvertretende Vorsitzende und 1993 wurde er sogar zum Vorsitzenden gewählt. Bei den Wahlen 1992 und 1997 errang er wieder einen Sitz.
Von 1991 bis 1992 und von 1995 bis 1996 war er Bürgermeister von Limerick (Mayor of Limerick).
Kemmy interessierte sich für die Ortsgeschichte Limericks und gab dasOld Limerick Journal heraus, das die Geschichte Limericks mit einem Schwerpunkt auf der Arbeiterschaft beleuchtete. Er war Herausgeber zweier Prosa- und Lyrikbände: The Limerick anthology (1996) und The Limerick compendium (1997). Zudem war er Koautor des BildbandesLimerick in old postcards (1997).
1997 wurde bei ihm ein Multiples Myelom festgestellt. Nach kurzer Krankheit starb er dann.